# Xanthodaphne sofia
Xanthodaphne sofia é uma espécie de gastrópode do gênero Xanthodaphne, pertencente a família Raphitomidae.